# Chile en la Copa América 2024
La selección de Chile fue uno de los 16 equipos participantes en la Copa América 2024, torneo continental que se llevó a cabo entre el 20 de junio y el 14 de julio en los Estados Unidos. Fue la cuadragésima primera participación de Chile.
Formó parte del Grupo A, junto a Argentina, Perú y Canadá, el ganador del repechaje frente a Trinidad y Tobago.
Chile debutó el día 21 de junio de 2024 ante la selección peruana, con un empate sin goles.
En el segundo partido lo perdió frente al campeón defensor del torneo por la mínima y en la tercera jornada conseguiría otro empate sin goles contra Canadá confirmando su eliminación en la fase de grupos.

## Preparación
En la edición anterior de Copa América que se realizó en Brasil, Chile formó parte del Grupo A con Argentina, Paraguay, Uruguay, y Bolivia; terminó en el cuarto lugar del grupo tras ganar un partido, empatar dos y perder uno, esto permitió el avance a la siguiente fase correspondiente a cuartos de final donde enfrentó a Brasil con resultado desfavorable por la mínima diferencia 0-1, así culminó su participación en el torneo continental. El máximo anotador fue Eduardo Vargas con dos goles y en todo el campeonato el cuerpo técnico estuvo encabezado por Martín Lasarte.
Al iniciar un nuevo proceso eliminatorio rumbo al Mundial 2026 cambió la dirección técnica, esta le fue encargada en un inicio a Eduardo Berizzo, en reemplazo de Martín Lasarte, quien dirigió a La Roja hasta el final de las eliminatorias a la Copa del Mundo 2022, posterior a eso asumió Berizzo. Entre septiembre y noviembre de 2023 se disputaron seis partidos de las clasificatorias mundialistas, obteniendo una victoria, dos empates y tres derrotas, como resultado hasta esa fecha se ubicó en el octavo puesto de la tabla de posiciones. Tras el empate ante Paraguay por la quinta fecha en condición de local, Eduardo Berizzo presentó su renuncia, Nicolás Córdova asumió interinamente el partido ante Ecuador con derrota 0-1 en Quito. En enero de 2024 Ricardo Gareca fue nombrado oficialmente como el nuevo entrenador de la selección chilena.

### Partidos oficiales
| Eliminatorias Sudamericanas Fecha 1; 8 de septiembre de 2023 | Uruguay                                 | 3:1 (2:0) | Chile     | Estadio Centenario, Montevideo                                                |                                                                               |
| 20:00 (UTC-3)                                                | N. de la Cruz 38', 71' · Valverde 45+2' | Reporte   | 74' Vidal | Asistencia: 49 713 espectadores Árbitro(s): Darío Herrera VAR: Mauro Vigliano | Asistencia: 49 713 espectadores Árbitro(s): Darío Herrera VAR: Mauro Vigliano |

| Uniformes | Uniformes |
| --------- | --------- |
|           |           |

| Eliminatorias Sudamericanas Fecha 2; 12 de septiembre de 2023 | Chile | 0:0     | Colombia | Estadio Monumental, Santiago                                                |                                                                             |
| 21:30 (UTC-3)                                                 |       | Reporte |          | Asistencia: 37 081 espectadores Árbitro(s): Jesús Valenzuela VAR: Juan Soto | Asistencia: 37 081 espectadores Árbitro(s): Jesús Valenzuela VAR: Juan Soto |

| Uniformes | Uniformes |
| --------- | --------- |
|           |           |

| Eliminatorias Sudamericanas Fecha 3; 12 de octubre de 2023 | Chile                    | 2:0 (0:0) | Perú | Estadio Monumental, Santiago                                                |                                                                             |
| 21:00 (UTC-3)                                              | Valdés 74' · Núñez 90+1' | Reporte   |      | Asistencia: 36 847 espectadores Árbitro(s): Wilmar Roldán VAR: Jhon Perdomo | Asistencia: 36 847 espectadores Árbitro(s): Wilmar Roldán VAR: Jhon Perdomo |

| Uniformes | Uniformes |
| --------- | --------- |
|           |           |

| Eliminatorias Sudamericanas Fecha 4; 17 de octubre de 2023 | Venezuela                               | 3:0 (1:0) | Chile | Estadio Monumental, Maturín                                                   |                                                                               |
| 17:00 (UTC-4)                                              | Soteldo 45+1' · Rondón 72' · Machís 79' | Reporte   |       | Asistencia: 48 076 espectadores Árbitro(s): Flavio de Souza VAR: Rafael Traci | Asistencia: 48 076 espectadores Árbitro(s): Flavio de Souza VAR: Rafael Traci |

| Uniformes | Uniformes |
| --------- | --------- |
|           |           |

| Eliminatorias Sudamericanas Fecha 5; 16 de noviembre de 2023 | Chile | 0:0     | Paraguay | Estadio Monumental, Santiago                                                      |                                                                                   |
| 21:30 (UTC-3)                                                |       | Reporte |          | Asistencia: 30 076 espectadores Árbitro(s): Fernando Rapallini VAR: Silvio Trucco | Asistencia: 30 076 espectadores Árbitro(s): Fernando Rapallini VAR: Silvio Trucco |

| Uniformes | Uniformes |
| --------- | --------- |
|           |           |

| Eliminatorias Sudamericanas Fecha 6; 21 de noviembre de 2023 | Ecuador  | 1:0 (1:0) | Chile | Estadio Rodrigo Paz Delgado, Quito                                                |                                                                                   |
| 18:30 (UTC-5)                                                | Mena 21' | Reporte   |       | Asistencia: 36 873 espectadores Árbitro(s): Anderson Daronco VAR: Rodrigo Guarizo | Asistencia: 36 873 espectadores Árbitro(s): Anderson Daronco VAR: Rodrigo Guarizo |

| Uniformes | Uniformes |
| --------- | --------- |
|           |           |

### Amistosos previos
| 22 de marzo de 2024 | Albania | 0:3 (0:1) | Chile                                   | Estadio Ennio Tardini, Parma |                           |
| 20:45 (UTC+1)       |         | Reporte   | 19' Vargas · 83' Bolados · 90+2' Dávila | Árbitro(s): Luca Pairetto    | Árbitro(s): Luca Pairetto |

| Uniformes | Uniformes |
| --------- | --------- |
|           |           |

| 26 de marzo de 2024 | Francia                                  | 3:2 (2:1) | Chile                 | Stade Vélodrome, Marsella  |                            |
| 22:00 (UTC+2)       | Fofana 18' · Kolo Muani 25' · Giroud 72' | Reporte   | 6' Núñez · 82' Osorio | Árbitro(s): Anthony Taylor | Árbitro(s): Anthony Taylor |

| Uniformes | Uniformes |
| --------- | --------- |
|           |           |

| 11 de junio de 2024 | Chile                          | 3:0 (2:0) | Paraguay | Estadio Nacional, Santiago   |                              |
| 20:00 (UTC-4)       | - Dávila 17', 37' - Vargas 53' | Reporte   |          | Árbitro(s): Pablo Echavarría | Árbitro(s): Pablo Echavarría |

| Uniformes | Uniformes |
| --------- | --------- |
|           |           |

### Goleadores
Los goleadores de la selección chilena durante los partidos previos, fue el jugador Víctor Dávila con 3 tantos.
| Jugador         | Goles marcados | PJ | Asistencias |
| --------------- | -------------- | -- | ----------- |
| Víctor Dávila   | 3              | 6  | 1           |
| Marcelino Núñez | 2              | 6  | 0           |
| Eduardo Vargas  | 2              | 3  | 0           |
| Arturo Vidal    | 1              | 2  | 0           |
| Marcos Bolados  | 1              | 2  | 0           |
| Diego Valdés    | 1              | 5  | 1           |
| Darío Osorio    | 1              | 5  | 0           |

## Plantel
El 5 de mayo el entrenador Ricardo Gareca entregó la prenómina de 55 jugadores que cumplirían con el proceso de preparación para la Copa América 2024. El 17 de mayo, Enzo Roco fue descartado debido a una lesión. El 24 de mayo, el entrenador realizó una nómina de 24 jugadores con vistas al partido amistoso ante su símil de Paraguay. El 10 de junio, se confirmó el llamado a Benjamín Kuscevic con vistas al partido ante Paraguay. El 13 de junio, se confirmó la liberación de Felipe Loyola, tras lesionarse de un esguince sindesmal de tobillo izquierdo en el partido amistoso ante Paraguay; el mismo día, la ANFP publicó en redes sociales la nómina con los 26 jugadores que defenderán la camiseta de Chile en el torneo continental.

### Lista de convocados
Entrenador:  Ricardo Gareca
| No. | Pos. | Jugador              | Fecha de nacimiento (edad)         | Apa. | Goles | Club                    |
| --- | ---- | -------------------- | ---------------------------------- | ---- | ----- | ----------------------- |
| 1   | POR  | Claudio Bravo        | 13 de abril de 1983 (41 años)      | 148  | 0     | Real Betis Balompié     |
| 2   | DEF  | Gabriel Suazo        | 9 de agosto de 1997 (26 años)      | 25   | 0     | Toulouse F. C.          |
| 3   | DEF  | Guillermo Maripán    | 6 de mayo de 1994 (30 años)        | 47   | 2     | A. S. Mónaco            |
| 4   | DEF  | Mauricio Isla        | 12 de junio de 1988 (36 años)      | 139  | 5     | C. A. Independiente     |
| 5   | DEF  | Paulo Díaz           | 25 de agosto de 1994 (29 años)     | 46   | 1     | C. A. River Plate       |
| 6   | DEF  | Thomas Galdames      | 20 de noviembre de 1998 (25 años)  | 0    | 0     | C. D. Godoy Cruz A. T.  |
| 7   | MED  | Marcelino Núñez      | 3 de marzo de 2000 (24 años)       | 25   | 5     | Norwich City F. C.      |
| 8   | DEL  | Darío Osorio         | 24 de enero de 2004 (20 años)      | 8    | 1     | F. C. Midtjylland       |
| 9   | DEL  | Víctor Dávila        | 4 de noviembre de 1997 (26 años)   | 11   | 3     | P. F. C. CSKA Moscú     |
| 10  | DEL  | Alexis Sánchez       | 12 de diciembre de 1988 (35 años)  | 163  | 51    | Inter de Milán          |
| 11  | DEL  | Eduardo Vargas       | 20 de noviembre de 1989 (34 años)  | 109  | 42    | C. Atlético Mineiro     |
| 12  | POR  | Gabriel Arias        | 13 de septiembre de 1987 (36 años) | 16   | 0     | Racing Club             |
| 13  | MED  | Erick Pulgar         | 15 de enero de 1994 (30 años)      | 49   | 4     | C. R. Flamengo          |
| 14  | DEL  | Cristián Zavala      | 3 de agosto de 1999 (24 años)      | 3    | 0     | C. S. D. Colo-Colo      |
| 15  | MED  | Diego Valdés         | 30 de enero de 1994 (30 años)      | 29   | 2     | C. América              |
| 16  | DEF  | Igor Lichnovsky      | 7 de marzo de 1994 (30 años)       | 10   | 0     | C. América              |
| 17  | MED  | Esteban Pavez        | 1 de mayo de 1990 (34 años)        | 10   | 0     | C. S. D. Colo-Colo      |
| 18  | MED  | Rodrigo Echeverría   | 7 de abril de 1995 (29 años)       | 11   | 1     | C. A. Huracán           |
| 19  | DEL  | Marcos Bolados       | 28 de febrero de 1996 (28 años)    | 7    | 2     | C. S. D. Colo-Colo      |
| 20  | DEL  | Maximiliano Guerrero | 15 de enero de 2000 (24 años)      | 1    | 0     | C. Universidad de Chile |
| 21  | DEF  | Matías Catalán       | 19 de agosto de 1992 (31 años)     | 7    | 0     | C. A. Talleres (C)      |
| 22  | DEL  | Ben Brereton         | 18 de abril de 1999 (25 años)      | 30   | 7     | Sheffield United F. C.  |
| 23  | POR  | Brayan Cortés        | 11 de marzo de 1995 (29 años)      | 16   | 0     | C. S. D. Colo-Colo      |
| 24  | MED  | César Pérez          | 29 de noviembre de 2002 (21 años)  | 3    | 0     | C. D. Unión La Calera   |
| 25  | DEF  | Benjamín Kuscevic    | 2 de mayo de 1996 (28 años)        | 8    | 0     | Fortaleza E. C.         |
| 26  | DEF  | Nicolás Fernández    | 3 de agosto de 1999 (24 años)      | 2    | 0     | Audax Italiano          |

Los siguientes jugadores no formaron parte de la nómina definitiva de 26, pero fueron incluidos en la lista provisional de 55 jugadores que la Federación de Fútbol de Chile (FFCh) envió a la Conmebol:
Lista provisional
| Nombre              | Posición      | Club                 |
| ------------------- | ------------- | -------------------- |
| Vicente Reyes       | Arquero       | Norwich City         |
| Lawrence Vigouroux  | Arquero       | Burnley F. C.        |
| Nicolás Díaz        | Defensa       | Club Tijuana         |
| Felipe Loyola       | Defensa       | Huachipato           |
| Gary Medel          | Defensa       | Boca Juniors         |
| Eugenio Mena        | Defensa       | Universidad Católica |
| Óscar Opazo         | Defensa       | Colo-Colo            |
| Enzo Roco           | Defensa       | Al-Tai               |
| Francisco Sierralta | Defensa       | Watford F. C.        |
| Sebastián Vegas     | Defensa       | C. F. Monterrey      |
| Erick Wiemberg      | Defensa       | Colo-Colo            |
| Williams Alarcón    | Mediocampista | Huracán              |
| Lucas Assadi        | Mediocampista | Universidad de Chile |
| Claudio Baeza       | Mediocampista | Toluca               |
| Luciano Cabral      | Mediocampista | Coquimbo Unido       |
| Marcelo Díaz        | Mediocampista | Universidad de Chile |
| Pablo Galdames      | Mediocampista | Vasco da Gama        |
| Víctor Méndez       | Mediocampista | CSKA Moscú           |
| Ulises Ortegoza     | Mediocampista | Talleres             |
| Carlos Palacios     | Mediocampista | Colo-Colo            |
| Vicente Pizarro     | Mediocampista | Colo-Colo            |
| Arturo Vidal        | Mediocampista | Colo-Colo            |
| Alexander Aravena   | Delantero     | Universidad Católica |
| Jean Meneses        | Delantero     | Toluca               |
| Felipe Mora         | Delantero     | Portland Timbers     |
| Steffan Pino        | Delantero     | Deportes Iquique     |
| Diego Rubio         | Delantero     | Austin F. C.         |
| Gonzalo Tapia       | Delantero     | Universidad Católica |
| Diego Valencia      | Delantero     | Atromitos            |

## Participación
- Los horarios son correspondientes al huso horario de cada sede.

### Partidos
| Fecha       | Ciudad          | Instancia      |        |                   | Resultado |                      |           |
| ----------- | --------------- | -------------- | ------ | ----------------- | --------- | -------------------- | --------- |
| 21 de junio | Arlington       | Fase de grupos | Perú   | Bandera de Perú   | 0:0       | Bandera de Chile     | Chile     |
| 25 de junio | East Rutherford | Fase de grupos | Chile  | Bandera de Chile  | 0:1 (0:0) | Bandera de Argentina | Argentina |
| 29 de junio | Orlando         | Fase de grupos | Canadá | Bandera de Canadá | 0:0       | Bandera de Chile     | Chile     |

### Fase de grupos - Grupo A

#### Posiciones
| Selección | Pts | PJ | PG | PE | PP | GF | GC | Dif |
| --------- | --- | -- | -- | -- | -- | -- | -- | --- |
| Argentina | 9   | 3  | 3  | 0  | 0  | 5  | 0  | +5  |
| Canadá    | 4   | 3  | 1  | 1  | 1  | 1  | 2  | –1  |
| Chile     | 2   | 3  | 0  | 2  | 1  | 0  | 1  | –1  |
| Perú      | 1   | 3  | 0  | 1  | 2  | 0  | 3  | –3  |

|  | Clasificados a los cuartos de final. |

#### Perú vs. Chile
| Jornada 1; 21 de junio | Perú | 0:0     | Chile | AT&T Stadium, Arlington                                                        |                                                                                |
| 19:00 (UTC-5)          |      | Reporte |       | Asistencia: 43 030 espectadores Árbitro(s): Wilton Sampaio VAR: Rodolpho Toski | Asistencia: 43 030 espectadores Árbitro(s): Wilton Sampaio VAR: Rodolpho Toski |

| 1          | Guardameta     | Pedro Gallese     |     |
| 17         | Defensa        | Luis Advíncula    | 35' |
| 22         | Defensa        | Alexander Callens | 84' |
| 5          | Defensa        | Carlos Zambrano   |     |
| 15         | Defensa        | Miguel Araujo     |     |
| 7          | Defensa        | Andy Polo         | 84' |
| 23         | Centrocampista | Piero Quispe      | 71' |
| 16         | Centrocampista | Wilder Cartagena  |     |
| 8          | Centrocampista | Sergio Peña       |     |
| 20         | Delantero      | Edison Flores     | 71' |
| 14         | Delantero      | Gianluca Lapadula |     |
| Entrenador | Entrenador     | Jorge Fossati     |     |

| 1          | Guardameta     | Claudio Bravo   |     |
| 4          | Defensa        | Mauricio Isla   |     |
| 16         | Defensa        | Igor Lichnovsky |     |
| 5          | Defensa        | Paulo Díaz      |     |
| 2          | Defensa        | Gabriel Suazo   |     |
| 7          | Centrocampista | Marcelino Núñez | 85' |
| 13         | Centrocampista | Erick Pulgar    |     |
| 9          | Centrocampista | Víctor Dávila   | 65' |
| 10         | Centrocampista | Alexis Sánchez  |     |
| 15         | Centrocampista | Diego Valdés    | 46' |
| 11         | Delantero      | Eduardo Vargas  | 65' |
| Entrenador | Entrenador     | Ricardo Gareca  |     |

| 6  | Defensa   | Marcos López   | 35' |
| 25 | Delantero | Joao Grimaldo  | 71' |
| 9  | Delantero | Paolo Guerrero | 71' |
| 2  | Defensa   | Luis Abram     | 84' |
| 19 | Defensa   | Oliver Sonne   | 84' |

| 8  | Delantero      | Darío Osorio       | 46' |
| 19 | Delantero      | Marcos Bolados     | 65' |
| 22 | Delantero      | Ben Brereton       | 65' |
| 18 | Centrocampista | Rodrigo Echeverría | 85' |

| Amonestado | 18' | Carlos Zambrano |

| Amonestado | 22' | Erick Pulgar   |
| Amonestado | 47' | Víctor Dávila  |
| Amonestado | 79' | Alexis Sánchez |

| Árbitro             | Wilton Sampaio      |
| Árbitros asistentes | Bruno Pires         |
| Árbitros asistentes | Bruno Boschilia     |
| Cuarto árbitro      | Edina Alves Batista |
| Quinto árbitro      | Neuza Back          |
| VAR                 | Rodolpho Toski      |
| Adicional VAR       | Daniel Nobre        |
| Asesor de árbitros  | Roberto Silvera     |
| Quality Mánager     | Luis Vera           |

| 1          | Guardameta     | Pedro Gallese     |     |
| 17         | Defensa        | Luis Advíncula    | 35' |
| 22         | Defensa        | Alexander Callens | 84' |
| 5          | Defensa        | Carlos Zambrano   |     |
| 15         | Defensa        | Miguel Araujo     |     |
| 7          | Defensa        | Andy Polo         | 84' |
| 23         | Centrocampista | Piero Quispe      | 71' |
| 16         | Centrocampista | Wilder Cartagena  |     |
| 8          | Centrocampista | Sergio Peña       |     |
| 20         | Delantero      | Edison Flores     | 71' |
| 14         | Delantero      | Gianluca Lapadula |     |
| Entrenador | Entrenador     | Jorge Fossati     |     |

| 1          | Guardameta     | Claudio Bravo   |     |
| 4          | Defensa        | Mauricio Isla   |     |
| 16         | Defensa        | Igor Lichnovsky |     |
| 5          | Defensa        | Paulo Díaz      |     |
| 2          | Defensa        | Gabriel Suazo   |     |
| 7          | Centrocampista | Marcelino Núñez | 85' |
| 13         | Centrocampista | Erick Pulgar    |     |
| 9          | Centrocampista | Víctor Dávila   | 65' |
| 10         | Centrocampista | Alexis Sánchez  |     |
| 15         | Centrocampista | Diego Valdés    | 46' |
| 11         | Delantero      | Eduardo Vargas  | 65' |
| Entrenador | Entrenador     | Ricardo Gareca  |     |

| 6  | Defensa   | Marcos López   | 35' |
| 25 | Delantero | Joao Grimaldo  | 71' |
| 9  | Delantero | Paolo Guerrero | 71' |
| 2  | Defensa   | Luis Abram     | 84' |
| 19 | Defensa   | Oliver Sonne   | 84' |

| 8  | Delantero      | Darío Osorio       | 46' |
| 19 | Delantero      | Marcos Bolados     | 65' |
| 22 | Delantero      | Ben Brereton       | 65' |
| 18 | Centrocampista | Rodrigo Echeverría | 85' |

| Amonestado | 18' | Carlos Zambrano |

| Amonestado | 22' | Erick Pulgar   |
| Amonestado | 47' | Víctor Dávila  |
| Amonestado | 79' | Alexis Sánchez |

| Árbitro             | Wilton Sampaio      |
| Árbitros asistentes | Bruno Pires         |
| Árbitros asistentes | Bruno Boschilia     |
| Cuarto árbitro      | Edina Alves Batista |
| Quinto árbitro      | Neuza Back          |
| VAR                 | Rodolpho Toski      |
| Adicional VAR       | Daniel Nobre        |
| Asesor de árbitros  | Roberto Silvera     |
| Quality Mánager     | Luis Vera           |

| Estadísticas      | Bandera de Perú | Bandera de Chile |
| Tiros             | 7               | 11               |
| Tiros a puerta    | 4               | 1                |
| Faltas            | 18              | 19               |
| Saques de esquina | 1               | 3                |
| Penaltis          | 0               | 0                |
| Fueras de juego   | 2               | 2                |
| Posesión de balón | 35%             | 65%              |

#### Chile vs. Argentina
| Jornada 2; 25 de junio | Chile | 0:1(0:0) | Argentina        | MetLife Stadium, East Rutherford                                            |                                                                             |
| 21:00 (UTC-4)          |       | Reporte  | La. Martínez 88' | Asistencia: 81 106 espectadores Árbitro(s): Andrés Matonte VAR: Carlos Orbe | Asistencia: 81 106 espectadores Árbitro(s): Andrés Matonte VAR: Carlos Orbe |

| 1          | Guardameta     | Claudio Bravo      |     |
| 4          | Defensa        | Mauricio Isla      | 87' |
| 16         | Defensa        | Igor Lichnovsky    |     |
| 5          | Defensa        | Paulo Díaz         |     |
| 2          | Defensa        | Gabriel Suazo      |     |
| 13         | Centrocampista | Erick Pulgar       | 76' |
| 18         | Centrocampista | Rodrigo Echeverría |     |
| 8          | Centrocampista | Darío Osorio       |     |
| 10         | Centrocampista | Alexis Sánchez     | 66' |
| 9          | Centrocampista | Víctor Dávila      |     |
| 11         | Delantero      | Eduardo Vargas     | 87' |
| Entrenador | Entrenador     | Ricardo Gareca     |     |

| 23         | Guardameta     | Emiliano Martínez   |     |
| 26         | Defensa        | Nahuel Molina       | 83' |
| 13         | Defensa        | Cristian Romero     |     |
| 25         | Defensa        | Lisandro Martínez   |     |
| 3          | Defensa        | Nicolás Tagliafico  | 83' |
| 7          | Centrocampista | Rodrigo de Paul     |     |
| 20         | Centrocampista | Alexis Mac Allister |     |
| 24         | Centrocampista | Enzo Fernández      | 64' |
| 15         | Centrocampista | Nicolás González    | 73' |
| 10         | Delantero      | Lionel Messi        |     |
| 9          | Delantero      | Julián Álvarez      | 73' |
| Entrenador | Entrenador     | Lionel Scaloni      |     |

| 19 | Delantero      | Marcos Bolados    | 66' |
| 7  | Centrocampista | Marcelino Núñez   | 76' |
| 26 | Defensa        | Nicolás Fernández | 87' |
| 22 | Delantero      | Ben Brereton      | 87' |

| 16 | Centrocampista | Giovani Lo Celso | 64' |
| 11 | Delantero      | Ángel Di María   | 73' |
| 22 | Delantero      | Lautaro Martínez | 73' |
| 4  | Defensa        | Gonzalo Montiel  | 83' |
| 8  | Defensa        | Marcos Acuña     | 83' |

| Anotado | 88' | Lautaro Martínez | 0–1 |

| Amonestado | 55' | Gabriel Suazo |
| Amonestado | 82' | Mauricio Isla |

| Árbitro             | Andrés Matonte    |
| Árbitros asistentes | Nicolás Tarán     |
| Árbitros asistentes | Carlos Barreiro   |
| Cuarto árbitro      | Gustavo Tejera    |
| Quinto árbitro      | Pablo Llarena     |
| VAR                 | Carlos Orbe       |
| Adicional VAR       | Christian Lescano |
| Asesor de árbitros  | Leonel Leal       |
| Quality Mánager     | Pericles Cortez   |

| 1          | Guardameta     | Claudio Bravo      |     |
| 4          | Defensa        | Mauricio Isla      | 87' |
| 16         | Defensa        | Igor Lichnovsky    |     |
| 5          | Defensa        | Paulo Díaz         |     |
| 2          | Defensa        | Gabriel Suazo      |     |
| 13         | Centrocampista | Erick Pulgar       | 76' |
| 18         | Centrocampista | Rodrigo Echeverría |     |
| 8          | Centrocampista | Darío Osorio       |     |
| 10         | Centrocampista | Alexis Sánchez     | 66' |
| 9          | Centrocampista | Víctor Dávila      |     |
| 11         | Delantero      | Eduardo Vargas     | 87' |
| Entrenador | Entrenador     | Ricardo Gareca     |     |

| 23         | Guardameta     | Emiliano Martínez   |     |
| 26         | Defensa        | Nahuel Molina       | 83' |
| 13         | Defensa        | Cristian Romero     |     |
| 25         | Defensa        | Lisandro Martínez   |     |
| 3          | Defensa        | Nicolás Tagliafico  | 83' |
| 7          | Centrocampista | Rodrigo de Paul     |     |
| 20         | Centrocampista | Alexis Mac Allister |     |
| 24         | Centrocampista | Enzo Fernández      | 64' |
| 15         | Centrocampista | Nicolás González    | 73' |
| 10         | Delantero      | Lionel Messi        |     |
| 9          | Delantero      | Julián Álvarez      | 73' |
| Entrenador | Entrenador     | Lionel Scaloni      |     |

| 19 | Delantero      | Marcos Bolados    | 66' |
| 7  | Centrocampista | Marcelino Núñez   | 76' |
| 26 | Defensa        | Nicolás Fernández | 87' |
| 22 | Delantero      | Ben Brereton      | 87' |

| 16 | Centrocampista | Giovani Lo Celso | 64' |
| 11 | Delantero      | Ángel Di María   | 73' |
| 22 | Delantero      | Lautaro Martínez | 73' |
| 4  | Defensa        | Gonzalo Montiel  | 83' |
| 8  | Defensa        | Marcos Acuña     | 83' |

| Anotado | 88' | Lautaro Martínez | 0–1 |

| Amonestado | 55' | Gabriel Suazo |
| Amonestado | 82' | Mauricio Isla |

| Árbitro             | Andrés Matonte    |
| Árbitros asistentes | Nicolás Tarán     |
| Árbitros asistentes | Carlos Barreiro   |
| Cuarto árbitro      | Gustavo Tejera    |
| Quinto árbitro      | Pablo Llarena     |
| VAR                 | Carlos Orbe       |
| Adicional VAR       | Christian Lescano |
| Asesor de árbitros  | Leonel Leal       |
| Quality Mánager     | Pericles Cortez   |

| Estadísticas      | Bandera de Chile | Bandera de Argentina |
| Tiros             | 3                | 22                   |
| Tiros a puerta    | 3                | 9                    |
| Faltas            | 12               | 9                    |
| Saques de esquina | 0                | 11                   |
| Penaltis          | 0                | 0                    |
| Fueras de juego   | 1                | 1                    |
| Posesión de balón | 39%              | 61%                  |

#### Canadá vs. Chile
| Jornada 3; 29 de junio | Canadá | 0:0     | Chile | Exploria Stadium, Orlando                                                         |                                                                                   |
| 20:00 (UTC-4)          |        | Reporte |       | Asistencia: 24 481 espectadores Árbitro(s): Wilmar Roldán VAR: Armando Villarreal | Asistencia: 24 481 espectadores Árbitro(s): Wilmar Roldán VAR: Armando Villarreal |

| 16         | Guardameta     | Maxime Crépeau    |       |
| 2          | Defensa        | Alistair Johnston |       |
| 15         | Defensa        | Moïse Bombito     |       |
| 13         | Defensa        | Derek Cornelius   |       |
| 19         | Defensa        | Alphonso Davies   |       |
| 21         | Centrocampista | Jonathan Osorio   |       |
| 7          | Centrocampista | Stephen Eustáquio |       |
| 22         | Centrocampista | Richie Laryea     | 76'   |
| 10         | Centrocampista | Jonathan David    | 90+5' |
| 14         | Centrocampista | Jacob Shaffelburg | 65'   |
| 9          | Delantero      | Cyle Larin        | 76'   |
| Entrenador | Entrenador     | Jesse Marsch      |       |

| 12         | Guardameta     | Gabriel Arias      |     |
| 4          | Defensa        | Mauricio Isla      |     |
| 16         | Defensa        | Igor Lichnovsky    |     |
| 3          | Defensa        | Guillermo Maripán  |     |
| 2          | Defensa        | Gabriel Suazo      |     |
| 7          | Centrocampista | Marcelino Núñez    | 46' |
| 18         | Centrocampista | Rodrigo Echeverría | 82' |
| 8          | Centrocampista | Darío Osorio       | 30' |
| 10         | Centrocampista | Alexis Sánchez     |     |
| 9          | Centrocampista | Víctor Dávila      | 77' |
| 11         | Delantero      | Eduardo Vargas     | 46' |
| Entrenador | Entrenador     | Sergio Santín      |     |

| 23 | Delantero | Liam Millar    | 65'   |
| 17 | Delantero | Tajon Buchanan | 76'   |
| 25 | Delantero | Tani Oluwaseyi | 76'   |
| 4  | Defensa   | Kamal Miller   | 90+5' |

| 6  | Defensa        | Thomas Galdames | 30' |
| 13 | Centrocampista | Erick Pulgar    | 46' |
| 19 | Delantero      | Marcos Bolados  | 46' |
| 22 | Delantero      | Ben Brereton    | 77' |
| 24 | Centrocampista | César Pérez     | 82' |

| Amonestado | 7'  | Moïse Bombito     |
| Amonestado | 42' | Alphonso Davies   |
| Amonestado | 57' | Alistair Johnston |
| Amonestado | 66' | Liam Millar       |

| Amonestado | 12' | Gabriel Suazo |

| Otorgado · Expulsado | 27' | Gabriel Suazo |

| Árbitro             | Wilmar Roldán       |
| Árbitros asistentes | Alexander Guzmán    |
| Árbitros asistentes | Jhon León           |
| Cuarto árbitro      | Jhon Ospina         |
| Quinto árbitro      | Corey Parker        |
| VAR                 | Armando Villarreal  |
| Adicional VAR       | Yadir Acuña         |
| Asesor de árbitros  | Olga Miranda        |
| Quality Mánager     | Emerson de Carvalho |

| 16         | Guardameta     | Maxime Crépeau    |       |
| 2          | Defensa        | Alistair Johnston |       |
| 15         | Defensa        | Moïse Bombito     |       |
| 13         | Defensa        | Derek Cornelius   |       |
| 19         | Defensa        | Alphonso Davies   |       |
| 21         | Centrocampista | Jonathan Osorio   |       |
| 7          | Centrocampista | Stephen Eustáquio |       |
| 22         | Centrocampista | Richie Laryea     | 76'   |
| 10         | Centrocampista | Jonathan David    | 90+5' |
| 14         | Centrocampista | Jacob Shaffelburg | 65'   |
| 9          | Delantero      | Cyle Larin        | 76'   |
| Entrenador | Entrenador     | Jesse Marsch      |       |

| 12         | Guardameta     | Gabriel Arias      |     |
| 4          | Defensa        | Mauricio Isla      |     |
| 16         | Defensa        | Igor Lichnovsky    |     |
| 3          | Defensa        | Guillermo Maripán  |     |
| 2          | Defensa        | Gabriel Suazo      |     |
| 7          | Centrocampista | Marcelino Núñez    | 46' |
| 18         | Centrocampista | Rodrigo Echeverría | 82' |
| 8          | Centrocampista | Darío Osorio       | 30' |
| 10         | Centrocampista | Alexis Sánchez     |     |
| 9          | Centrocampista | Víctor Dávila      | 77' |
| 11         | Delantero      | Eduardo Vargas     | 46' |
| Entrenador | Entrenador     | Sergio Santín      |     |

| 23 | Delantero | Liam Millar    | 65'   |
| 17 | Delantero | Tajon Buchanan | 76'   |
| 25 | Delantero | Tani Oluwaseyi | 76'   |
| 4  | Defensa   | Kamal Miller   | 90+5' |

| 6  | Defensa        | Thomas Galdames | 30' |
| 13 | Centrocampista | Erick Pulgar    | 46' |
| 19 | Delantero      | Marcos Bolados  | 46' |
| 22 | Delantero      | Ben Brereton    | 77' |
| 24 | Centrocampista | César Pérez     | 82' |

| Amonestado | 7'  | Moïse Bombito     |
| Amonestado | 42' | Alphonso Davies   |
| Amonestado | 57' | Alistair Johnston |
| Amonestado | 66' | Liam Millar       |

| Amonestado | 12' | Gabriel Suazo |

| Otorgado · Expulsado | 27' | Gabriel Suazo |

| Árbitro             | Wilmar Roldán       |
| Árbitros asistentes | Alexander Guzmán    |
| Árbitros asistentes | Jhon León           |
| Cuarto árbitro      | Jhon Ospina         |
| Quinto árbitro      | Corey Parker        |
| VAR                 | Armando Villarreal  |
| Adicional VAR       | Yadir Acuña         |
| Asesor de árbitros  | Olga Miranda        |
| Quality Mánager     | Emerson de Carvalho |

| Estadísticas      | Bandera de Canadá | Bandera de Chile |
| Tiros             | 9                 | 8                |
| Tiros a puerta    | 3                 | 4                |
| Faltas            | 15                | 8                |
| Saques de esquina | 8                 | 4                |
| Penaltis          | 0                 | 0                |
| Fueras de juego   | 2                 | 1                |
| Posesión de balón | 57%               | 43%              |

## Estadísticas

### Participación de jugadores
| N.° | Pos        | Jugador       | PJ | Minutos jugados | Goles recibidos | Atajos | Tarjetas amarillas | Doble tarjeta amarilla y roja | Tarjetas rojas |
| --- | ---------- | ------------- | -- | --------------- | --------------- | ------ | ------------------ | ----------------------------- | -------------- |
| 1   | Guardameta | Claudio Bravo | 2  | 180             | 1               | 12     | 0                  | 0                             | 0              |
| 12  | Guardameta | Gabriel Arias | 1  | 90              | 0               | 3      | 0                  | 0                             | 0              |
| 23  | Guardameta | Brayan Cortés | 0  | 0               | 0               | 0      | 0                  | 0                             | 0              |

| N.° | Pos            | Jugador              | PJ | Minutos jugados | Goles | Asistencias | Tarjetas Amarillas | Doble tarjeta amarilla y roja | Tarjetas rojas |
| --- | -------------- | -------------------- | -- | --------------- | ----- | ----------- | ------------------ | ----------------------------- | -------------- |
| 2   | Defensa        | Gabriel Suazo        | 3  | 207             | 0     | 0           | 2                  | 1                             | 0              |
| 3   | Defensa        | Guillermo Maripán    | 1  | 90              | 0     | 0           | 0                  | 0                             | 0              |
| 4   | Defensa        | Mauricio Isla        | 3  | 267             | 0     | 0           | 1                  | 0                             | 0              |
| 5   | Defensa        | Paulo Díaz           | 2  | 180             | 0     | 0           | 0                  | 0                             | 0              |
| 6   | Defensa        | Thomas Galdames      | 1  | 60              | 0     | 0           | 0                  | 0                             | 0              |
| 7   | Centrocampista | Marcelino Núñez      | 3  | 144             | 0     | 0           | 0                  | 0                             | 0              |
| 8   | Delantero      | Darío Osorio         | 3  | 165             | 0     | 0           | 0                  | 0                             | 0              |
| 9   | Delantero      | Víctor Dávila        | 3  | 232             | 0     | 0           | 1                  | 0                             | 0              |
| 10  | Delantero      | Alexis Sánchez       | 3  | 246             | 0     | 0           | 1                  | 0                             | 0              |
| 11  | Delantero      | Eduardo Vargas       | 3  | 198             | 0     | 0           | 0                  | 0                             | 0              |
| 13  | Centrocampista | Erick Pulgar         | 3  | 210             | 0     | 0           | 1                  | 0                             | 0              |
| 14  | Delantero      | Cristián Zavala      | 0  | 0               | 0     | 0           | 0                  | 0                             | 0              |
| 15  | Centrocampista | Diego Valdés         | 1  | 46              | 0     | 0           | 0                  | 0                             | 0              |
| 16  | Defensa        | Igor Lichnovsky      | 3  | 270             | 0     | 0           | 0                  | 0                             | 0              |
| 17  | Centrocampista | Esteban Pavez        | 0  | 0               | 0     | 0           | 0                  | 0                             | 0              |
| 18  | Centrocampista | Rodrigo Echeverría   | 3  | 177             | 0     | 0           | 0                  | 0                             | 0              |
| 19  | Delantero      | Marcos Bolados       | 3  | 93              | 0     | 0           | 0                  | 0                             | 0              |
| 20  | Delantero      | Maximiliano Guerrero | 0  | 0               | 0     | 0           | 0                  | 0                             | 0              |
| 21  | Defensa        | Matías Catalán       | 0  | 0               | 0     | 0           | 0                  | 0                             | 0              |
| 22  | Delantero      | Ben Brereton         | 3  | 41              | 0     | 0           | 0                  | 0                             | 0              |
| 24  | Centrocampista | César Pérez          | 1  | 8               | 0     | 0           | 0                  | 0                             | 0              |
| 25  | Defensa        | Benjamín Kuscevic    | 0  | 0               | 0     | 0           | 0                  | 0                             | 0              |
| 26  | Defensa        | Nicolás Fernández    | 1  | 3               | 0     | 0           | 0                  | 0                             | 0              |

### Goleadores
| N.°       | Jugador | Anotado | PJ | Prom. | Jugada | Cabeza | TL | Penal |
| --------- | ------- | ------- | -- | ----- | ------ | ------ | -- | ----- |
| Sin goles |         |         |    |       |        |        |    |       |
| Total     | Total   | 0       | 0  | 0     | 0      | 0      | 0  | 0     |

### Asistencias
| N.°             | Jugador | Asistencia | Jugada | Cabeza | TL | SdE |
| --------------- | ------- | ---------- | ------ | ------ | -- | --- |
| Sin asistencias |         |            |        |        |    |     |
| Total           | Total   | 0          | 0      | 0      | 0  | 0   |

### Sanciones disciplinarias
| N.°   | Jugador        | Amonestado | Otorgado · Expulsado | Expulsado | Sanción |
| ----- | -------------- | ---------- | -------------------- | --------- | ------- |
| 1     | Gabriel Suazo  | 2          | 1                    | 0         |         |
| 2     | Erick Pulgar   | 1          | 0                    | 0         |         |
| 2     | Alexis Sánchez | 1          | 0                    | 0         |         |
| 2     | Víctor Dávila  | 1          | 0                    | 0         |         |
| 2     | Mauricio Isla  | 1          | 0                    | 0         |         |
| Total | Total          | 6          | 1                    | 0         |         |